# Punctoribates moldavicus
Punctoribates moldavicus är en kvalsterart som beskrevs av Vasiliu och Calugar 1976. Punctoribates moldavicus ingår i släktet Punctoribates och familjen Punctoribatidae. Inga underarter finns listade i Catalogue of Life.